# أوريستيس

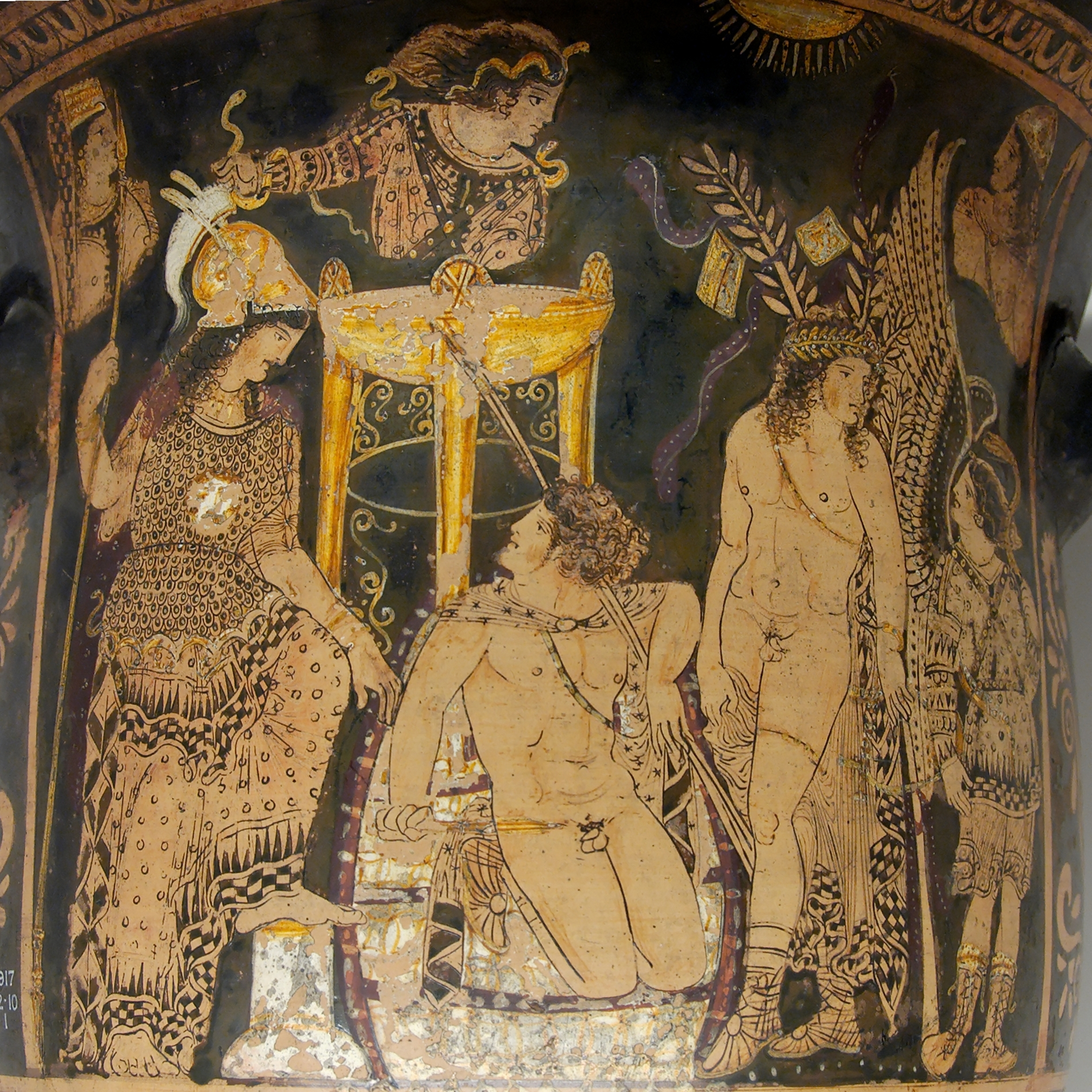
صورة لأوريستيس محاط بأثينا وبيلاديس وإيرينيس و بيثيا تعود لسنة 330 ق م

أوريستيس (باليونانية: Ὀρέστης) هو ابن كليتيمنيسترا وأجاممنون، ظهرت قصته في عدة ملاحم شعرية وأساطير إغريقية مثل ثلاثية أوريستيا وقد إرتبط بالجنون والنقاء، ذكر أيضاً في ملحمة الأوديسا وذكر أنه كان ملك على موكناي.